# Prospero Nograles

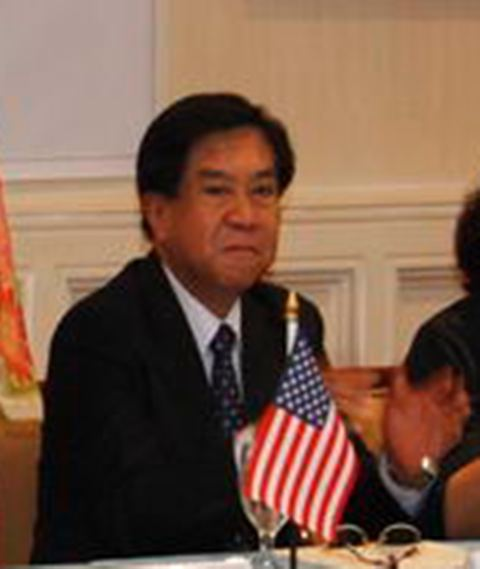

Prospero "Boy" C. Nograles (Davao City, 30 oktober 1947 - aldaar, 4 mei 2019) was een politicus in de Filipijnen. Nograles was van vanaf 1989 jarenlang lid van het Filipijnse Huis van Afgevaardigden namens het 1e kiesdistrict van Davao City. Van 2008 tot 2010 was Nograles Voorzitter van het Filipijns Huis van Afgevaardigden. Hij was daarmee de eerste Voorzitter afkomstig van het zuidelijk gelegen Mindanao.

## Biografie
Nograles werd geboren op 20 oktober 1947 in Davao City op Mindanao. Na het voltooien van de lagere en middelbareschool opleiding aan de Ateneo de Davao University, behaalde hij in 1967 aan dezelfde onderwijsinstelling een bachelor-diploma politieke wetenschappen. In 1971 voltooide Nograles er ook een bachelor-opleiding rechten aan de Ateneo Law School. Bij het toelatingsexamen voor de Filipijnse balie in datzelfde jaar eindigde hij als tweede van zijn jaar.
Nograles was actief in de oppositie tegen president Ferdinand Marcos. Hij voerde actief campagne voor tegenkandidaat Corazon Aquino tijdens de tussentijds door Marcos uitgeschreven presidentsverkiezingen in 1986. Toen er in 1987, na de val van Marcos het jaar ervoor, verkiezingen werden uitgeschreven voor het Filipijns parlement deed hij een gooi naar de zetel van Afgevaardigde van het 1e kiesdistrict van Davao City. Hoewel hij in eerste instantie verloren leek te hebben, werd een protest in 1989 door het House Electoral Tribunal gehonoreerd, waardoor hij alsnog zijn zetel kon innemen. Bij de verkiezingen van 1992 nam Nograles het zonder succes op tegen zittend burgemeester van Davao City Rodrigo Duterte. Drie jaar later won hij wel een nieuwe termijn als afvaardigde van het 1e kiesdistrict van de stad. In 1998 deed opnieuw zonder succes mee aan de burgemeestersverkiezingen van Davao City. Dit maal verloor hij van Benjamin de Guzman, de opvolger van Duterte, die na drie opeenvolgende termijnen niet herkozen kon worden en in plaats daarvan Nograles opvolgde als afgevaardigde.
Bij de verkiezingen van 2001 heroverde hij zijn zetel in het Huis van Afgevaardigden. In 2004 en 2008 werd hij herkozen. Enkele maanden voor de verkiezingen van 2008 was Nograles door zijn collega's in het Huis reeds gekozen tot voorzitter van het Huis van Afgevaardigden als opvolger van Jose de Venecia jr.. het vervulde deze functie tot hij aan het einde van zijn termijn, op 30 juni 2010, werd opgevolgd door Feliciano Belmonte jr.. De voorzitter van het Huis is, na de president, vicepresident en de voorzitter van het Senaat de op drie na belangrijkste man van de Filipijnse politiek. Het was de eerste keer uit de geschiedenis van de Filipijnen dat de voorzitter van het huis afkomstig is van het zuidelijke eiland Mindanao.
Bij de verkiezingen van 2010 deed hij voor een derde keer mee aan de burgemeestersverkiezingen van Davao City. Dit maal verloor hij van Sara Duterte, de dochter van Rodrigo Duterte, die vanwege het feit dat hij opnieuw drie opeenvolgende termijnen burgemeester was geweest zich met succes verkiesbaar had gesteld voor het viceburgemeesterschap van de stad. Nadien stelde Nograles zich niet meer verkiesbaar voor een politieke functie. 
Nograles heeft een zoon Karlo Nograles. Hij  werd in 2010, 2013 en 2016 in navolging van zijn vader, gekozen tot afgevaardigde van het 1e kiesdistrict van Davao City.